# LWL-Klinik Lengerich
Die LWL-Klinik Lengerich ist eine Klinik des Landschaftsverbandes Westfalen-Lippe (LWL) für Psychiatrie, Psychotherapie und Psychosomatik. Sie hat 321 stationäre Betten, 57 Tagesklinikplätze und vier Institutsambulanzen. Sie bietet stationäre, teilstationäre und ambulante Behandlungsangebote im Kreis Steinfurt.
Neben dem Hauptstandort in Lengerich (Westfalen) betreibt die LWL-Klinik Lengerich die Abteilung Psychiatrie und Psychotherapie in Rheine mit 60 Betten sowie Tageskliniken in Rheine, Steinfurt-Borghorst und Ibbenbüren. An die Klinik angeschlossen sind der LWL-Wohnverbund Kreis Steinfurt mit 101 Plätzen und das LWL-Pflegezentrum Lengerich mit 52 Plätzen.

## Geschichte

### Entstehung
Im Jahr 1852 plante die Provinzial-Verwaltung den Bau einer neuen Heilanstalt aufgrund mangelnder Kapazitäten. Nach der Übergabe des Grundstückes durch die Stadtverwaltung Lengerich startete der Bau der neuen Heilanstalt nach Plänen von Max Nohl im Jahr 1861 mit den Erdarbeiten. In Deutschland ist sie die erste Klinik, die speziell für geistig und psychisch Kranke erbaut wurde. Albert Vorster wurde am 1. Oktober 1864 erster Direktor der neuen Heilanstalt. Zu Beginn wurden ausschließlich evangelische Patienten aufgenommen. 1866 folgte dann die Änderung des Namens auf „Provinzialheilanstalt Bethesda“. Nachdem der Bau im Jahr 1867 vollständig abgeschlossen worden war, wurde die Anlage von 1876 bis 1879 und dann erneut von 1901 bis 1904 durch umfangreiche Baumaßnahmen erweitert.

### Während des Nationalsozialismus
Im Zuge des Euthanasieprogrammes der Nationalsozialisten wurden auch psychisch erkrankte Menschen aus der damaligen Provinzialheilanstalt Lengerich abtransportiert. Insgesamt sind 440 Patienten deportiert und umgebracht worden. Der erste Abtransport erfolgte am 21. September 1940, als sieben jüdische Patienten zuerst nach Wunstorf und dann weiter in das Zuchthaus Brandenburg an der Havel gebracht wurden. Im weiteren Verlauf der Aktion T4 wurden 222 Patienten am 21. September 1940 in die Landesheilanstalt Eichberg und weitere 211 Erkrankte am 26. August 1941 in die Landesheilanstalt Weilmünster deportiert. Die Landesheilanstalten fungierten dabei sowohl als Durchgangsstation zu anderen Tötungsanstalten wie der Tötungsanstalt Hadamar als auch als Tötungsort.
Während der gesamten NS-Zeit wurden in der Landesheilanstalt Lengerich keine Patienten getötet, dafür aber ab dem Jahr 1933 zwangssterilisiert. Zur Zeit des Zweiten Weltkriegs diente die Heilanstalt als Militärkrankenhaus.
Seit dem Jahr 2017 erinnern eine Gedenktafel mit allen Namen und ein Gedenkpfad an die Morde der 440 Personen zur Zeit des Nationalsozialismus. Jedes Jahr am 21. September findet der Tag der Aktiven Erinnerns statt.

### Gegenwärtiger Klinikbetrieb
Heute hat die Klinik neben den Fachbereichen für psychosomatische Medizin und Psychotherapie sowie für Psychiatrie und Psychotherapie auch eine Abteilung für Gerontopsychiatrie. Hinzu kommt ein Behandlungszentrum für Hörgeschädigte und ein Behandlungszentrum für Suchtmedizin.
In den verschiedenen Abteilungen können Patienten stationär, tagesklinisch und ambulant behandelt werden.
Bei der Behandlung werden unter anderem die Psychoanalyse, störungsspezifische Therapien und weitere spezialtherapeutische Methoden angewendet. Um die Therapien umsetzen zu können, arbeiten in der Klinik sowohl ärztliches und psychologisches Fachpersonal als auch Pflegekräfte, Sozialarbeiter, Sport-, Physio- und Ergotherapeuten.

## Gelände

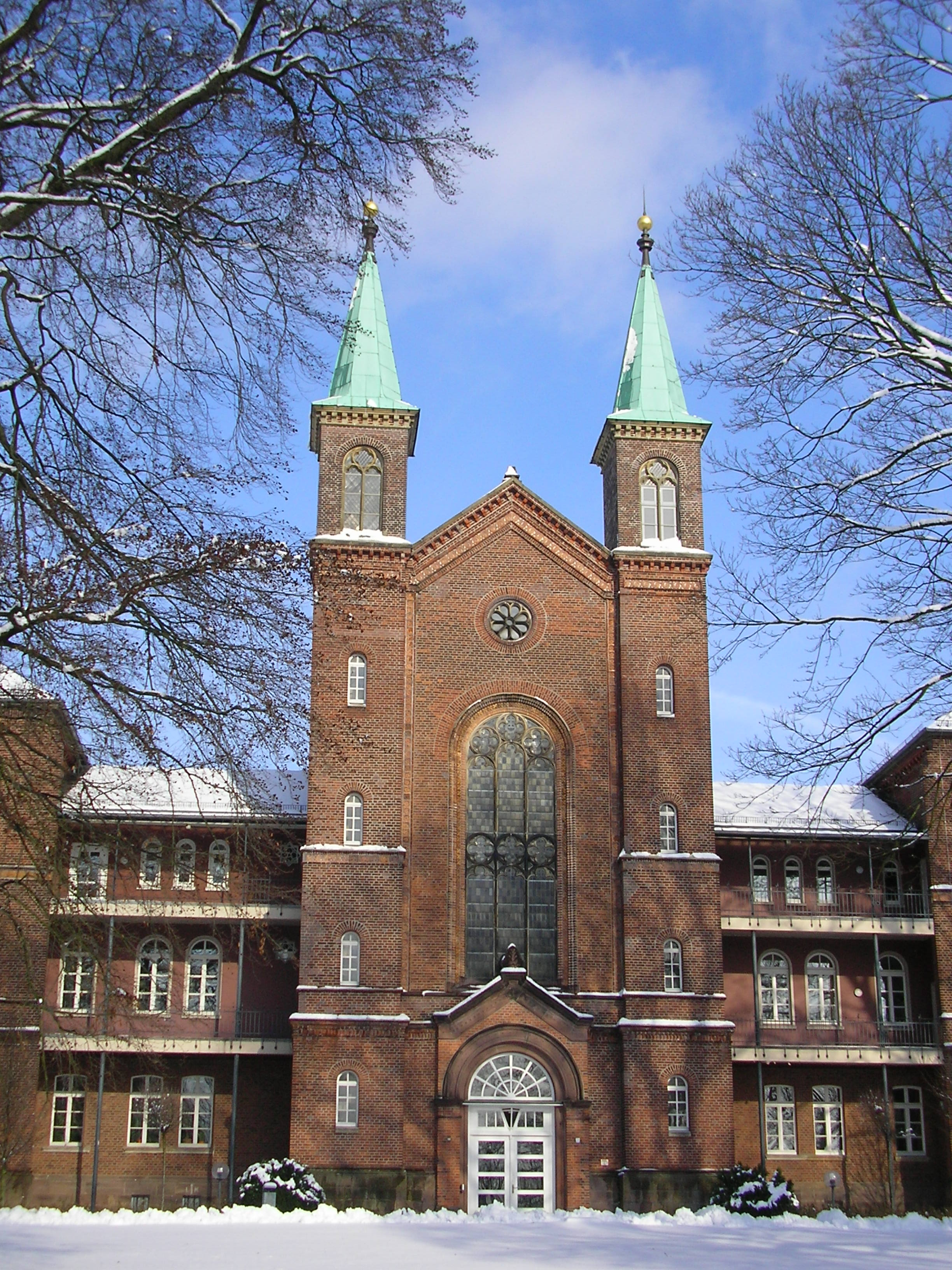
Lengerich – Hauptgebäude LWL-Klinik

Umgeben von einem 30 Hektar großen Landschaftspark liegt die Klinik am Südhang des Teutoburger Waldes.
Gebaut wurde das unter Denkmalschutz stehende Ensemble mit den beiden weit sichtbaren Türmen vor über 150 Jahren nach den Plänen des Architekten Maximilian August Nohl. Sechs historische Einzelbauten wurden zwischen 1862 und 1867 erbaut.
Aus den Plänen der Garten- und Parkanlagen, die der Generaldirektor der königlichen Gärten Berlin, Peter Joseph Lenné übernahm, wurde lediglich ein Teil umgesetzt. Bis heute zeichnet sich die Klinik jedoch durch ihren Krankenhauspark aus, zu dem auch ein umfangreich gestalteter Innenhof mit altem Baumbestand gehört. Dazu zählt unter anderem eine ca. 80 Jahre alte Blutbuche.
Für das Jahr 2022 ist der Beginn umfangreicher Bauarbeiten geplant. Unter Berücksichtigung der Denkmalpflege und des Artenschutzes sollen vorhandene Gebäude saniert und neue Gebäude angebaut werden.